# 法倫角山
47°44′35″N 12°2′5″E / 47.74306°N 12.03472°E

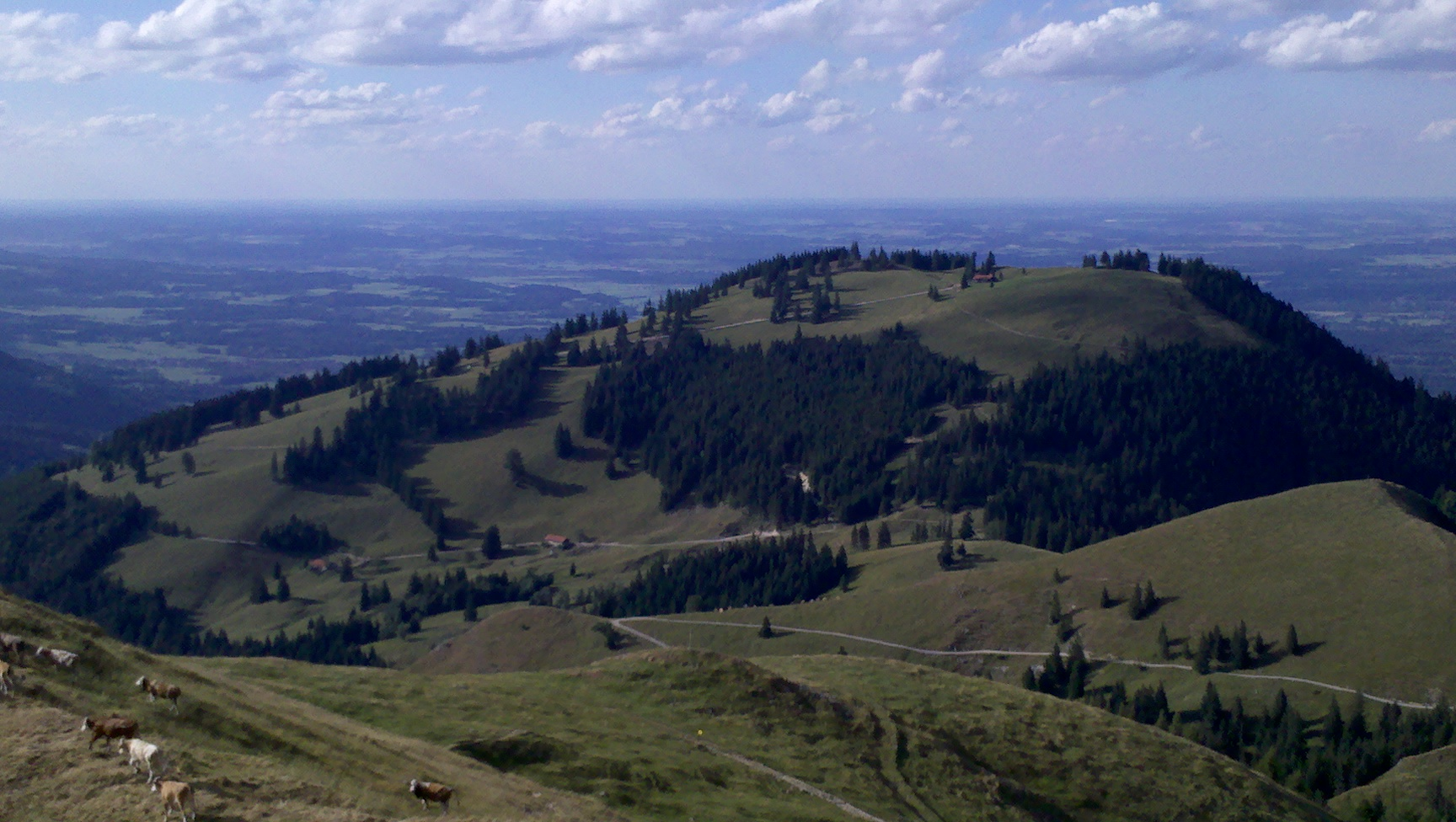

法倫角山（德語：Farrenpoint），是德國的山峰，位於該國東南部，由巴伐利亞負責管轄，屬於巴伐利亞前阿爾卑斯山脈的一部分，距離蘭波爾德普拉特山1.7公里，海拔高度1,273米，每年平均降雨量1,847毫米。